# Piotr Ferdynand Hoser

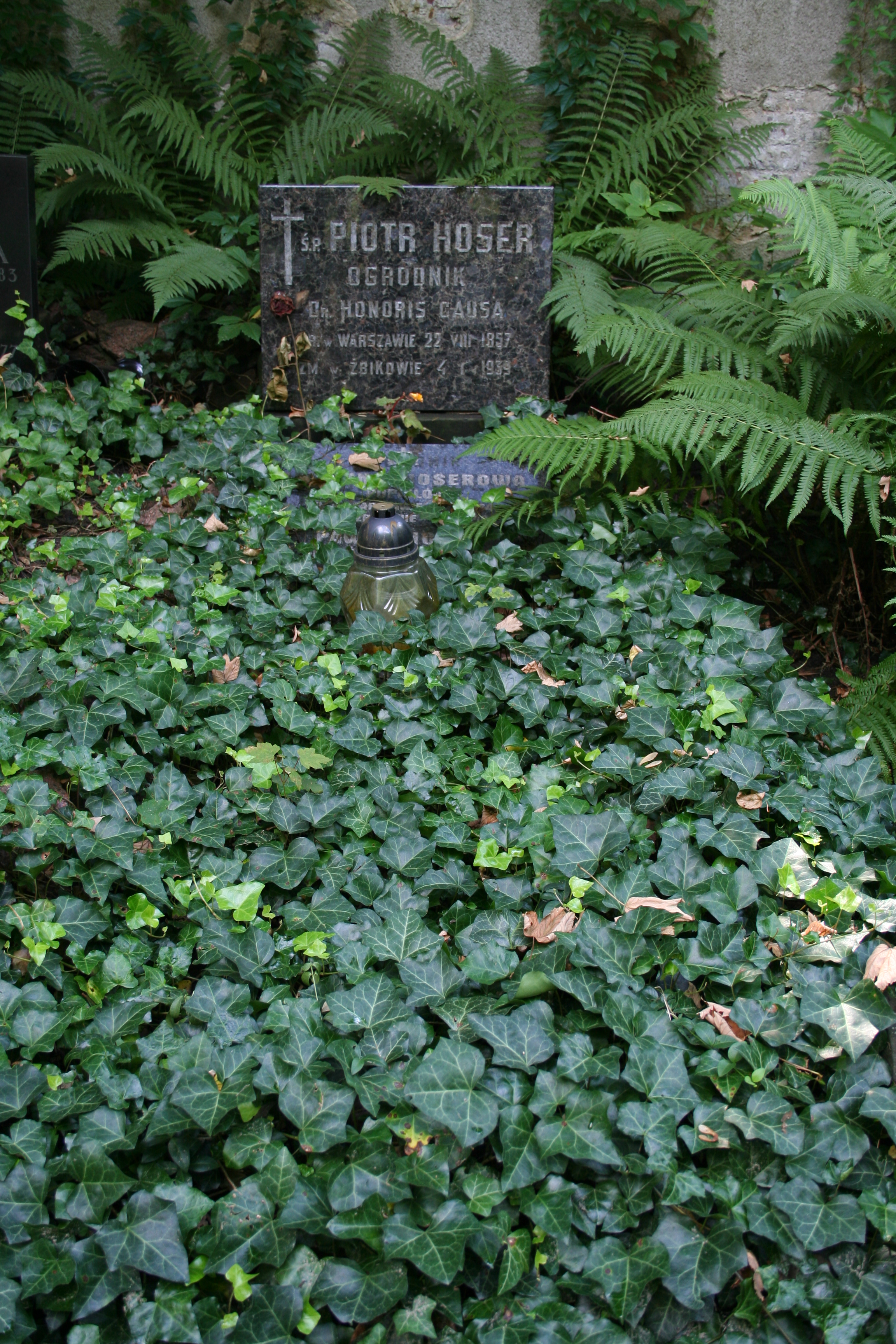
Grób Piotra Hosera na warszawskim cmentarzu Powązkowskim

Piotr Ferdynand Hoser, Piotr Hoser II (ur. 22 sierpnia 1857 w Warszawie, zm. 4 stycznia 1939 w Żbikowie) – warszawski ogrodnik i hodowca roślin, pomolog, wykładowca akademicki.

## Życiorys
Syn Piotra Hosera I i Emilii z Böhmów. Ukończył Gimnazjum Filologiczne w Warszawie. Studiował w Królewskim Instytucie Pomologicznym w Prószkowie. Praktykował i pracował w Lipsku, Gandawie, Londynie i Orleanie. Po zakończeniu nauki powrócił do Warszawy i zajmował stanowisko kierownika działu szkółkarskiego w Zakładzie Ogrodniczym Braci Hoser na Rakowcu. Pod koniec XIX wieku założył pod Pruszkowem
w Żbikowie i Duchnicach nowoczesne gospodarstwo ogrodnicze, które sukcesywnie rozwijał i rozbudowywał.
Od 1883 roku Piotr Hoser zajmował się działalnością naukową i pedagogiczną. Był wykładowcą drzewoznawstwa w Szkole Ogrodniczej przy Ogrodzie Pomologicznym w Warszawie. Od 1913 roku prowadził Kursy Ogrodnicze, które z czasem przekształciły się w Wyższą Szkołę Ogrodniczą przy Towarzystwie Kursów Naukowych. Był pracownikiem Rady Komisji Rolnictwa Tymczasowej Rady Stanu. Po I wojnie światowej przyczynił się do utworzenia Wydziału Ogrodniczego Szkoły Głównej Gospodarstwa Wiejskiego, na którym wykładał dendrologię, kwiaciarstwo i roślinoznawstwo ogrodnicze. Brał również udział w pracach dendrologicznych Fundacji Kórnickiej.
Był członkiem i w latach 1918-1923 prezesem Towarzystwa Ogrodniczego Warszawskiego. Założycielem i prezesem Polskiego Związku Wytwórców Drzew i Krzewów oraz Związku Polskich Zrzeszeń Ogrodniczych. Za swą działalność naukową Szkoła Główna Gospodarstwa Wiejskiego i Akademia Rolnicza w Poznaniu nadały mu tytuł doktora honoris causa.
Zmarł w 1939 roku, spoczywa na cmentarzu Powązkowskim w Warszawie (kw. 182 pod murem-I-1).

### Życie prywatne
Od 1889 roku był mężem Antoniny Popiel z którą miał czwórkę dzieci: trzy córki oraz syna Piotra Tadeusza Hosera (ur. 1901).

## Nagrody i odznaczenia
- Doctor honoris causa:
  - Szkoła Główna Gospodarstwa Wiejskiego
  - Akademia Rolnicza w Poznaniu
- Krzyż Oficerski Orderu Odrodzenia Polski (2 maja 1923)[3][4]
- Medal Ministerstwa Rolnictwa i Dóbr Państwowych[3]
- Order Lwa Białego (Czechosłowacja)[3]
- Order Zasługi Rolniczej (Francja)[3]
- Order Zasługi Rolniczej (Belgia)[3]

## Upamiętnienie
Wkład Hoserów upamiętniono nazywając na ich cześć poniższe rośliny ozdobne: Thuja occidentalis ‘Hoseri’, Taxus baccata ‘Aurea Hoseri’, Betula ‘Hoseri’, Malus x purpurea ‘Hoseri’, Syringa vulgaris ‘Profesor Piotr Hoser’.